# Break the Science Barrier
Break the Science Barrier (englisch für: Durchbrich die Wissenschaftsmauer (wie in „Schallmauer“)) ist eine britische Fernsehdokumentation von Richard Dawkins, die 1996 veröffentlicht wurde. Dawkins führt auch als Interviewer und Erzähler durch den Film. Er plädiert dafür, einen stärkeren Fokus auf die wissenschaftliche Ausbildung zu legen und die Wissenschaft als eine geistige Stimulanz anzusehen.
Die erste Reise führt ihn in die Südstaaten der Vereinigten Staaten, den sogenannten Deep South. Dort lehnt eine Mehrheit die Evolutionstheorie Charles Darwins ab und vertritt eine Meinung, die eher der der Junge-Erde-Kreationisten entspricht. Dawkins erwähnt den Alabama Insert, eine Regelung des Staates Alabama, die in Biologieschulbüchern eine Warnung vorschrieb, die lautete: Die Evolutionstheorie sei umstritten und werde nur von einigen Wissenschaftlern vertreten. Niemand war zugegen, als das Leben auf der Erde entstand, daher muss alles, was die Entstehung des Lebens betrifft, als Theorie angesehen werden und nicht als Tatsache. Dawkins zeigt den ehemaligen Gouverneur Alabamas Fob James, der 1995 bei einem Treffen des Alabama State Board of Education den Gang eines Urmenschen nachahmt, um sich über die herrschende Lehre in der Wissenschaft lustig zu machen. Fob James sagte auch, dass derjenige, der wissen wolle, woher der Mensch komme, im ersten Buch der Bibel, der sogenannten Genesis, nachlesen solle. Dawkins protestiert dagegen und entgegnet, dass jeder ernstzunehmende Wissenschaftler die Evolutionstheorie vertrete.
Dawkins betont aber auch, dass man sich als Brite nicht generell über die amerikanischen „Cousins“ lustig machen sollte. Auch in Großbritannien gäbe es Ignoranten. Ein britischer Wissenschaftler erzählt Dawkins, dass einige seiner Studenten nicht einmal die wesentlichsten wissenschaftlichen Grundlagen kennen würden, z. B. den Zusammenhang zwischen der Bahn, die die Erde um die Sohne dreht und Tag und Nacht. Anschließend interviewt er die britische Astronomin Dame Jocelyn Bell Burnell, die zusammen mit Antony Hewish und Martin Ryle den Neutronenstern entdeckte. Damit wurde unsere Vorstellung vom Universum revolutioniert. Dawkins spricht von einer wahren anti-wissenschaftlichen Bewegung. Ausdruck dieser Geisteshaltung sind z. B. der Boom von Astrologen und Wunderheilern. Danach folgte ein Gespräch mit Sir Alec John Jeffreys, der den genetischen Fingerabdruck entdeckte. Dann veranschaulicht Dawkins die Bedeutung der Wissenschaft für ein besseres Leben und besucht einen Briten, der zu Unrecht wegen Mordes verurteilt wurde. Ein wissenschaftliches Gutachten zu der DNA am Tatort rettete ihn schließlich und erwirkte einen Freispruch.
Dawkins trifft sich mit seinem Freund, dem britischen Schriftsteller Douglas Adams, der durch Per Anhalter durch die Galaxis bekannt wurde. Dieser beschreibt seine Leidenschaft für die Wissenschaft. Am Ende des Films besucht Dawkins eine Schulklasse und veranschaulicht ihnen das Alter der Erde.